# Ciabatta (isola)
Ciabatta (in croato Cavata) è un isolotto disabitato della Croazia, situato lungo la costa occidentale dell'Istria, a nord del canale di Leme.
Amministrativamente appartiene al comune di Orsera, nella regione istriana.

## Geografia
Ciabatta si trova a nord del porto di Orsera (luka Vrsar) e di Val Piova (uvala Funtana), a nordest di punta Masseni e di fronte a val Cagola o Cagole (uvala Kagula). Nel punto più ravvicinato, dista 205 m dalla terraferma.
Ciabatta è uno scoglio a forma di otto irregolare, orientato in direzione ovest-est e con la parte occidentale più piccola e schiacciata di quella orientale. Misura 160 m di lunghezza e 80 m di larghezza massima. Ha una superficie di 8031 m² e uno sviluppo costiero di 0,410 km.

### Isole adiacenti
- Isole Salomone (otoci Salamon), coppia di isolotti situati circa 230 m a nord di Ciabatta.
- Verluzza (Mrlučica), piccolo scoglio allungato posto 590 m a ovest di Ciabatta.

### Cartografia
- (HR) Mappa topografica della Croazia 1:25000, su preglednik.arkod.hr.